# Sajókaza
Sajókaza község Borsod-Abaúj-Zemplén vármegyében, a Kazincbarcikai járásban.

## Fekvése
Miskolctól 26 kilométerre északnyugatra, a Sajó bal partján fekszik. 
A közvetlenül szomszédos települések: észak felől Felsőnyárád, északkelet felől Kurityán, kelet felől Szuhakálló, délkelet felől Kazincbarcika, dél felől Sajóivánka, délnyugat felől Vadna, nyugat felől Sajógalgóc, északnyugat felől pedig Dövény és Jákfalva.

### Megközelítése
Közúton három irányból érhető el: a 26-os főút sajóivánkai szakasza és Felsőnyárád felől a 2603-as, Szuhakálló felől pedig a 2604-es út.
A falutól délre, már Sajóivánka területén található a Miskolc–Bánréve–Ózd-vasútvonal Sajókaza megállóhelye, melynek közúti elérését a 26-os főútból, annak 26+150-es kilométerszelvénye közelében kiágazó, rövidke 26 303-as számú mellékút biztosítja.

## Nevének eredete
Neve vagy magyar törzsnévből, vagy az ótörök eredetű Quaz személynévből származik, mások szerint azonban az ószláv koza (= kecske) főnévből való.

## Története
1231-ben Kaza néven említik először. Református temploma 13. századi romanikus eredetű, a 15. században gótikus stílusban átépítették, a 19. században tornyát magasították. 1562-ben körítőfallal erősítették meg, mely részben ma is áll. Középkori monostorát a Rátold nemzetség építtette, keletkezési ideje ismeretlen, de 1343-ban már állott. A település a 14. századtól élte virágkorát, ekkor többször tartottak itt vármegyegyűlést.
Később királyi birtok lett, majd Zsigmod Serkey Györgynek adta zálogba. 1461-ben már mezővárosként említik. A fejlődésnek a török megjelenése vetett véget. 1552-ben Eger ostromakor kifosztották. 1558. október 18-án határában csata zajlott. A sorozatos török sanyargatások miatt lakói elmenekültek és 1564-ben lakatlan pusztaság lett. 1638-ban nagy tűzvész pusztított, melyben csaknem az egész város leégett.
A 17. században Rákóczi birtok lett. A szabadságharc leverése után mint Rákóczi birtokot lefoglalta a kincstár. 1756-tól 1945-ig birtokosai a Radvánszkyak voltak. 1910-ben 2367 lakosa volt, ekkor Borsod vármegye Edelényi járásához tartozott. 1945 után lakói nagy része szénbányászatból élt, de az 1960-as évek elején a bányákat bezárták.

## Közélete

### Polgármesterei
- 1990–1994: Balázs Tibor (FKgP)[3]
- 1994–1998: Balázs Tibor (FKgP)[4]
- 1998–2002: Balázs Tibor (FKgP)[5]
- 2002–2006: Balázs Tibor (független)[6]
- 2006–2010: Stefán László Mihály (független)[7]
- 2010–2014: Stefán László Mihály (független)[8]
- 2014–2019: Stefán László Mihály (független)[9]
- 2019–2024: Rusznyák István (független)[10]
- 2024– : Rusznyák István (független)[1]

## Népesség
A település népességének változása:
| Lakosok száma | 3112 | 3102 | 3116 | 3054 | 2911 | 2995 | 2991 |
|               | 2013 | 2014 | 2015 | 2021 | 2022 | 2023 | 2024 |

2001-ben a település lakosságának 85%-a magyar, 15%-a cigány nemzetiségűnek vallotta magát.
A 2011-es népszámlálás során a lakosok 89,6%-a magyarnak, 25,4% cigánynak, 0,3% németnek mondta magát (10,3% nem nyilatkozott; a kettős identitások miatt a végösszeg nagyobb lehet 100%-nál). A vallási megoszlás a következő volt: római katolikus 37,2%, református 16,4%, evangélikus 3,7%, görögkatolikus 1,3%, felekezeten kívüli 7% (24,8% nem válaszolt).
2022-ben a lakosság 92,6%-a vallotta magát magyarnak, 16,1% cigánynak, 0,2% németnek, 0,1-0,1% örménynek, bolgárnak, ukránnak és románnak, 0,8% egyéb, nem hazai nemzetiségűnek (7,4% nem nyilatkozott; a kettős identitások miatt a végösszeg nagyobb lehet 100%-nál). Vallásuk szerint 32,3% volt római katolikus, 11,9% református, 2,1% görög katolikus, 1,1% egyéb keresztény, 3,7% evangélikus, 14,9% felekezeten kívüli (33,5% nem válaszolt).

## Oktatási intézmények
- Sajókaza Napköziotthonos Óvoda
- Sajókazai Balassi Bálint Általános Iskola
- Báthori István Középiskola
- Dr. Ámbédkar Gimnázium, Szakközépiskola, Szakiskola és Általános Iskola

## Neves személyek
- Itt született 1849-ben Radvánszky Béla művelődés- és irodalomtörténész, politikus, császári és királyi kamarás, valóságos belső titkos tanácsos, koronaőr, a Magyar Tudományos Akadémia tiszteleti tagja, a Magyar Heraldikai és Genealógiai Társaság elnöke
- Itt született 1914-ben Kovács Gyula színművész.

## Nevezetességei
- Református templom (13. század)
- Radvánszky-kastély
- Bhímráo Rámdzsí Ámbédkar szobor (2016. április 14-én, Sajókazán, a Dr. Ámbédkar Iskolában az Indiai Kulturális Kapcsolatok Tanácsának (ICCR) jóvoltából Őexcellenciája, Rahul Chhabra, India nagykövete adta át Kelet-Közép-Európa egyetlen Bhímráo Rámdzsí Ámbédkar szobrát.)[14]

## Képek

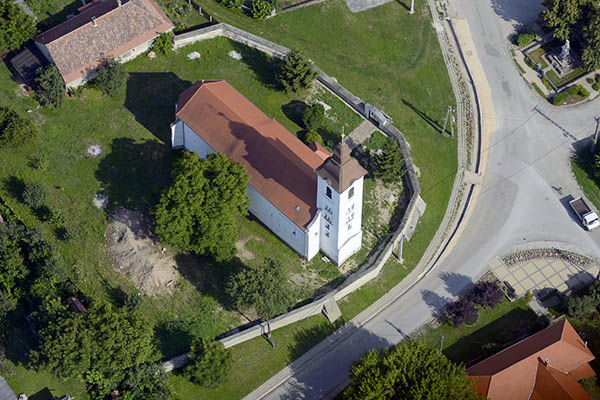
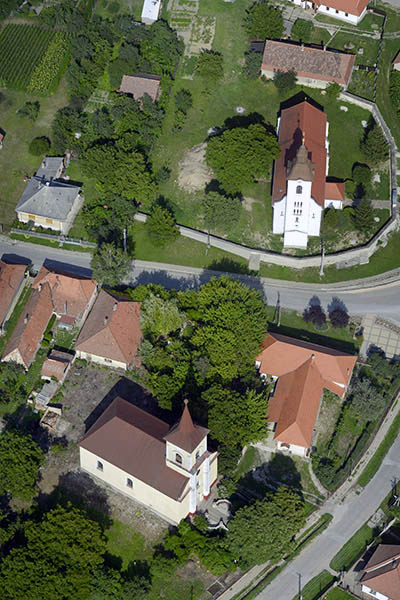
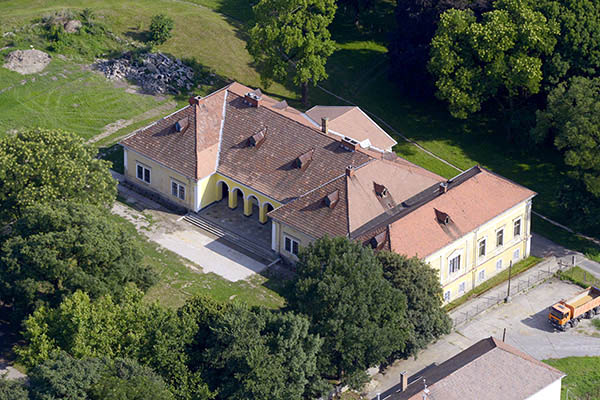
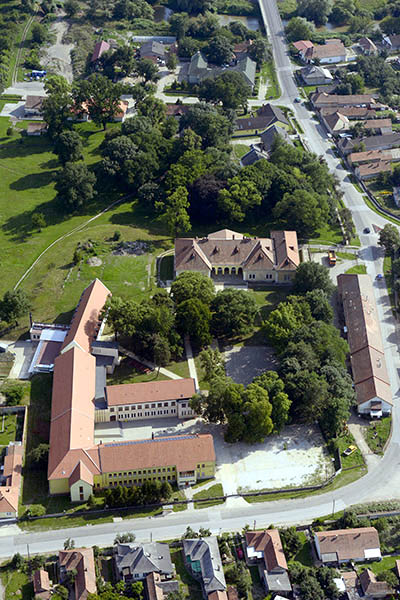
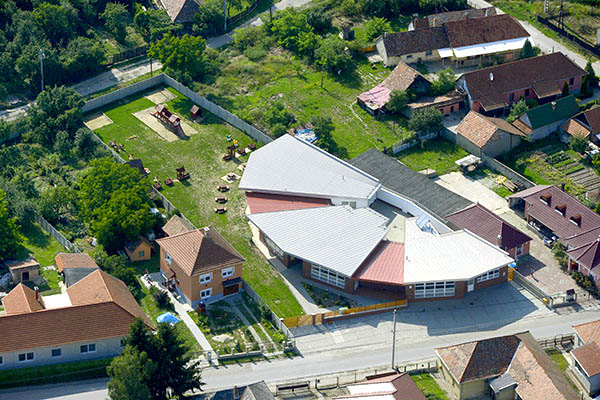
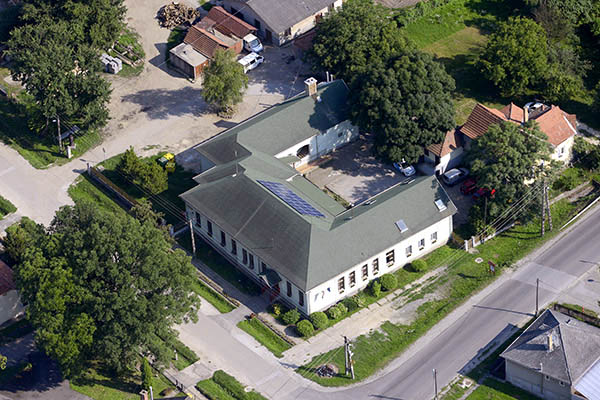